# Le donne curiose (opera)
Le donne curiose, in tedesco Die neugierigen Frauen, è un'opera in tre atti di Ermanno Wolf-Ferrari, su libretto di Luigi Sugana tratto dalla commedia omonima di Carlo Goldoni.
La prima rappresentazione avvenne al Teatro Cuvilliés di Monaco di Baviera il 27 novembre 1903 nella versione in tedesco, opera di Hermann Teibler; mentre la prima rappresentazione in lingua italiana fu a New York il 3 gennaio 1912, con la direzione di Arturo Toscanini, con Antonio Scotti e Geraldine Farrar.

## Interpreti delle prime rappresentazioni
| Personaggio | Interprete, 27 novembre 1903 (Direttore: Hugo Josef Rheinberger) | Prima rappresentazione in italiano, 3 gennaio 1912 (Direttore: Arturo Toscanini) |
| ----------- | ---------------------------------------------------------------- | -------------------------------------------------------------------------------- |
| Arlecchino  | Georg Sieglitz                                                   | Antonio Scotti                                                                   |
| Beatrice    | Charlotte Huhn                                                   | Rita Fornia                                                                      |
| Colombina   | Hermine Bosetti                                                  | Geraldine Farrar                                                                 |
| Florindo    | Hans Koppe                                                       | Hermann Jadlowker                                                                |
| Leandro     | Hans Breuer                                                      | Jeanne Maubourg                                                                  |
| Lelio       |                                                                  | Andres de Segurola                                                               |
| Ottavio     | Paul Bender                                                      | Adam Didur                                                                       |
| Pantalone   | Friedrich Brodersen                                              | Antonio Pini-Corsi                                                               |
| Rosaura     | Ella Tordek                                                      | Bella Alten                                                                      |
| Lunardo     |                                                                  | Giulio Rossi                                                                     |

## Trama
Alcune donne sono insospettite dal fatto che i loro mariti vogliano stare tra di loro senza compagnia femminile e li spiano, scoprendo alla fine che la riunione sospetta era un'innocua cena tra uomini.

## Stile
Lo stile delle Donne curiose è chiaramente riconducibile a Mozart, anche se l'influenza sia dei Maestri cantori che di Falstaff è evidente. L'orchestra è relativamente piccola e per certi aspetti la sua gestione richiama un'epoca in cui i motivi conduttori erano poco noti. La musica si distingue per la semplicità lirica e la varietà ritmica. Il carattere prevalente è quello dell'improvvisazione, che ben si adatta all'esile racconto di innocui intrighi che accompagna. Ci sono diversi numeri facilmente riconoscibili: il trio nel primo atto, il quartetto nel secondo, il monologo d'amore di Rosaura e le pagine seguenti di semplicità quasi mozartiana, il preludio all'ultimo atto, il coro a barcarola e l'ensemble finale. Non c'è grande intensità emotiva, né profondità intellettuale.

## Discografia
- 1968 - Renato Capecchi (Arlecchino), Rena Garazioti (Beatrice), Edda Vincenzi (Colombina), Pietro Bottazzo (Florindo), Guido Fabbris (Leonardo), Alberto Rinaldi (Lelio), Alfredo Mariotti (Ottavio), Renato Cesari (Pantaleone), Cecilia Fusco (Rosaura), Gianni Socci (Lunardo), Alessandro Maddalena (Momolo), Silvana Zanolli (Eleonora), Nereo Ceron (Asdrubale), Pino Castagnoli (Almoro), Augusto Veronese (Alvise) - Orchestra e Coro del Teatro la Fenice di Venezia - Direttore Oliviero De Fabritiis - Registrazione dal vivo. CD: Mondo Musica MFOH 10141 (1998)[3]

## Teatro
- 1937 - Pia Tassinari (Rosaura), Agnese Dubbini (Beatrice), Margherita Carosio (Colombina), Emilio Ghirardini (Arlecchino), Giovanni Malipiero (Florindo), Iris Adani Corradetti (Eleonora), direttore d'orchestra Vincenzo Bellezza, regia Marcello Govoni, direttore allestimento Pericle Ansaldo - Teatro Reale dell'Opera di Roma